# Port-Sainte-Foy-et-Ponchapt

Port-Sainte-Foy-et-Ponchapt este o comună în departamentul Dordogne din sud-vestul Franței. În 2009 avea o populație de 2.505 de locuitori.

## Evoluția populației
| An        | 1975  | 1982  | 1990  | 1999  | 2006  | 2009  |
| --------- | ----- | ----- | ----- | ----- | ----- | ----- |
| Populație | 1.872 | 2.093 | 2.222 | 2.345 | 2.335 | 2.505 |